# 오툼바 전투
오툼바 전투(스페인어: La Batalla de Otumba 라 바탈라 데 오툼바[*])는 1520년 에스파냐의 멕시코 정복 과정에서 일어난 전투 중 하나다. 비통한 밤으로 대부분의 병력과 무기를 상실한 에스파냐군이 압도적인 수의 아스텍군을 격파함으로써 전체 전쟁의 변곡점이 되었다.
전투 양상이 매우 황당했는데 에르난 코르테스는 예시칸 틀라톨로얀 병사들이 흑요석 방망이로 공격하거나 투창을 던지거나 말거나 모두 무시해버리고 돌격해서 마틀라트친카틀의 목을 베었다. 그러자 전투는 바로 끝나버리고 예시칸 틀라톨로얀 병사들은 뿔뿔이 흩어져 도망갔다.

## 같이 보기
- 멕시코 정복